# Iretama
Iretama es un municipio brasileño del estado de Paraná. Tiene una población estimada, en 2021, de 10 029 habitantes.

## Demografía
Datos del Censo - 2010
Población total: 9.621
- Urbana: 4500
- Rural: 5121
- Hombres: 4.806
- Mujeres: 4.529

Índice de Desarrollo Humano (IDH-M): 0,699
- IDH-M Salario: 0,620
- IDH-M Longevidad: 0,706
- IDH-M Educación: 0,772

## Carreteras
- BR-487
- BR-239

## Administración
- Prefecto: Saime Saab (2021/2024)
- Viceprefecto: Pedro Bodnar
- Presidente de la cámara: Pedro Donizette Spedo